# Kart Fighter
Kart Fighter (in cinese 瑪莉快打) è un videogioco picchiaduro per Nintendo Famicom, pubblicato nel 1993. Si basa, senza autorizzazione e in violazione di copyright, sui personaggi di Mario, ma poté ugualmente  uscire sul mercato asiatico, dove questo tipo di pirateria era frequente.
Il gioco è stato sviluppato da Hummer Team epubblicato da Ge De Industry Co., già noti per il rilascio di altri titoli quali Somari, AV Bishoujo Girl Fighting, Samurai Spirits (porting per Famicom dell'omonimo videogioco arcade) e Garou Densetsu Special (porting per Famicom di Fatal Fury 2), con i quali Kart Fighter condivide un chip installato nella cartuccia.

## Modalità di gioco
Si tratta di un picchiaduro a incontri basato su Street Fighter II: The World Warrior, ma con i personaggi di Super Mario Kart, utilizzati senza legale licenza, alcuni con i nomi modificati:
- Mari (Mario)
- Luigi
- Peach
- Yossy (Yoshi)
- Koopa (Bowser)
- Donkey (Donkey Kong Jr.)
- Nokonoko (Koopa Troopa)
- Kinopio (Toad)

Gli sprite degli sfondi sono in parte ripresi da Little Nemo: The Dream Master e in parte adattati dal titolo per Super Famicom Mario & Wario. I due temi musicali che accompagnano la schermata del titolo e quella della selezione personaggi sono uguali a quelli corrispondenti in Super Mario Kart. Anche la grafica del titolo è la stessa.